# Palovčík brazilský
Palovčík brazilský (Phoneutria fera), nazývaný banánový pavouk, je druh útočného a jedovatého pavouka, který může být nebezpečný člověku. Žije pouze v tropické oblasti Jižní Ameriky. Občas se uvádí, že se může dostat do jiných oblastí ukrytý v zásilce banánů dovážených ze Střední Ameriky, což je však nemožné, neboť tento druh ve Střední Americe nežije. I přesto, že by banány pocházely z Jižní Ameriky, je zavlečení tohoto pavouka kamkoliv s jejich nákladem extrémně nepravděpodobné, především díky chlazení, chemickému ošetření proti plísním a postřikům etylenem kvůli dozrávání.
Podle Guinnessovy knihy rekordů z roku 2010 se jedná o nejjedovatějšího pavouka na světě, jehož kousnutí může být bez podání protijedu pro člověka smrtelné.
Tělo tohoto pavouka může být až 6 cm velké, přičemž rozpětí končetin takového jedince může dosáhnout až 16 cm. Zadeček je na břišní části světle hnědý se čtyřmi řadami tmavě hnědých teček a dvěma postranními pruhy stejné barvy. Palovčíci jsou převážně vlhkomilní, výjimkou je právě palovčík brazilský, který může obývat i suché lokality.
Palovčíci loví podobným způsobem jako slíďáci, svoji kořist pronásledují, načež se jí zmocní skokem ze zálohy a ochromí ji jedovatým kousnutím. Ve dne se většinou ukrývají v pralesním porostu, protože si nestaví stálé úkryty.